# Stonewallské nepokoje
Stonewallské nepokoje (známé taky jako Stonewallské povstání nebo Stonewallská vzpoura) byly sérií spontánních, násilných demonstrací členů  LGBTQ+ komunity  proti policejní razii, která se uskutečnila v brzkých ranních hodinách 28. června 1969 v Stonewall Inn v sousedství Greenwich Village v Manhattanu, New York. Pouliční bitvy trvaly několik dní, do bojů se zapojilo přes 2000 protestujících. Jednalo se o první americké (a zřejmě i světové) vystoupení gayů a leseb v boji za jejich požadavky a je obecně uznáváno jako nejdůležitější událost, která vedla k hnutí osvobození gayů  a modernímu boji za práva LGBT ve Spojených státech. Allen Ginsberg, jedna z ikonických postav hnutí, komentoval nepokoje slovy „buzíci ztratili svou ustrašenou tvář, kterou měli po desetiletí“.
Gay Američané se v padesátých a šedesátých letech 20. století potýkali s anti-gay právním systémem.  Rané homofilní skupiny ve Spojených státech se snažily dokázat, že gay lidé se dokážou asimilovat do společnosti, a preferovaly nekonfliktní vzdělávání pro homosexuály stejně jako pro heterosexuály. Závěrečné období 60. let bylo však velmi kontroverzní, protože bylo aktivních mnoho sociálních/politických hnutí, včetně Afroamerického hnutí za občanská práva, kontrakultury 60. let a hnutí proti válce ve Vietnamu. Tyto vlivy, spolu s prostředím Greenwich Village sloužily jako katalyzátor Stonewallských nepokojů.
Jen málo podniků v 50. a 60. letech otevřeně vítalo gay lidi. Ty, které ano, byly často bary, přestože majitelé barů a manažeři byli zřídka sami o sobě gayi. V tom čase vlastnila bar Stonewall Inn mafie.  Sloužil široké škále klientů a byl známý tím, že byl populární mezi nejchudšími a nejvíc přehlíženými lidmi v gay komunitě: drag queens, transgender lidmi, zženštilými mladými muži, lesbickými mužatkami, mužskými prostituty a mladými lidmi bez domova. Policejní razie byly v 60. letech v gay barech běžnou praxí, ale v Stonewall Inn policisté rychle ztratili kontrolu nad situací. Svojí neobratností přilákali dav, který se postupně stal nepřátelským. Napětí mezi newyorskou policií a gay obyvateli Greenwich Village vypuklo do dalších protestů následující večer, a znova o několik nocí později. Během týdnů se Village obyvatelé rychle zorganizovali do aktivistických skupin, aby mohli zaměřit své úsilí na zřízení míst pro gaye a lesby, kde by mohli být ohledem své sexuální orientace otevřeni bez strachu ze zatčení.

Po Stonewallských nepokojích gayové a lesby v New Yorku čelili při tvorbě soudržné komunity rodovým, rasovým, třídním a generačním překážkám. Během šesti měsíců byly v New Yorku založeny dvě gay organizace aktivistů, které se zaměřovaly na konfrontační taktiky, a troje noviny na prosazování práv gayů a leseb. Během několika let byly napříč celými USA a světem založeny organizace za práva gayů. Připomínajíc výročí nepokojů, 28. června 1970 v New Yorku, Los Angeles, San Franciscu a Chicagu proběhly první gay pride pochody. Podobné pochody byly organizované i v jiných městech. Dnes se Gay Pride události konají na znak Stonewallských nepokojů ročně koncem června po celém světě.  Stonewallský národní monument byl na místě založen v roce 2016. 

## Pozadí

### Homosexualita v USA v 20. století
Po společenských převratech druhé světové války mnozí lidé podle historika Barryho Adama vášnivě toužili po „navrácení předválečného společenského řádu a odolání silám změn“.  Pobízen národním důrazem na antikomunismus prováděl senátor Joseph McCarthy slyšení hledaje komunisty ve vládě, armádě a jiných vládou financovaných úřadech a institucích, což vedlo k celonárodní paranoii. Anarchisté, komunisté a jiní lidé, kteří byli označení za neamerické a podvratné, byli považováni za bezpečnostní riziko. Homosexuálové byli do tohoto seznamu zahrnuti Ministerstvem zahraničí USA s tím, že byli náchylní k vydíraní. Vyšetřování senátu v roce 1950, kterému předsedal Clyde R. Hoey mělo ve své zprávě: „Všeobecně se věří, že ti, kteří otevřeně provozují zvrhlé akty nemají emocionální stabilitu normálních jedinců,“  a prohlásilo, že všechny vládní zpravodajské služby „jednomyslně souhlasí s tím, že sexuální zvrhlíci ve vládě představují bezpečnostní riziko.“  Mezi roky 1947 a 1950 bylo zamítnuto 1 700 federálních žádostí o práci, 4 380 lidí bylo propuštěno z armády a 420 bylo vyhozeno z jejich vládních prací kvůli podezření, že se jednalo o homosexuály. 
Za celé období 50. a 60. let si federální úřad pro vyšetřování (FBI) a policejní oddělení vedli seznamy známých homosexuálů, podniků, které upřednostňovali a jejich přátel; poštovní úřad sledoval, kam jsou posílány materiály týkající se homosexuality.  Státní a místní vlády tento příklad následovaly: bary, které sloužily homosexuálům byly zavřené, a jejich zákazníci byli zatčení a vystaveni v novinách. Města prováděla „kontrolní prohlídky“, aby zbavila čtvrti, parky, bary a pláže gay lidí. Nošení oblečení opačného pohlaví bylo prohlášeno za nezákonné a univerzity vyhazovaly učitele podezřelé z homosexuality.  Tisíce gay mužů a žen byly veřejně ponižovány, fyzicky obtěžovány, vyhazováni z práce, zatýkány nebo hospitalizovány v psychiatrických léčebnách. Mnozí žili dvojitý život a svůj osobní život drželi v práci v tajnosti.
Americká psychiatrická asociace v roce 1952 uvedla homosexualitu v Diagnostickém a statistickém manuálu mentálních poruch (zkratka DSM, z anglického názvu Diagnostic and Statistic Manual of Mental Disorders) jako duševní poruchu. Rozsáhlá studie homosexuality v roce 1962 byla použita k odůvodnění zařazení poruchy jako údajný patologický skrytý strach z druhého pohlaví způsobený traumatickými vztahy mezi rodiči a dětmi. Tohle vnímání homosexuality bylo v medicíně velmi vlivné.  V roce 1956 však psycholožka Evelyn Hooker uskutečnila studii, v jejímž rámci porovnávala štěstí a povahovou vyrovnanost mužů, kteří sami sebe označili za homosexuály, a heterosexuálních mužů a nenašla žádný rozdíl.  Její studie ohromila lékařskou komunitu a udělala z ní hrdinku v očích mnoha gayů a leseb, ale homosexualita i nadále zůstala v DSM až do roku 1973.

### Homofilní aktivismus
Jako odpověď na tento trend vznikly nezávisle na sobě dvě organizace pro podporu záležitostí homosexuálů a k poskytnutí společenských příležitostí, kde by gayové a lesby mohli vést společenský život bez strachu ze zatčení. Homosexuálové z oblasti Los Angeles vytvořili v roce 1950 v domě komunistického aktivisty Harryho Haye spolek Mattachine.  Jejich cílem bylo homosexuály sjednotit, vzdělat, poskytnout jim vedení a pomoct „sexuálním deviantům“ s právními problémy. Protože jejich radikální přístup vyvolával obrovský odpor, Mattachine v roce 1953 změnil svoje zaměření na přizpůsobení se a řádnost. Odůvodnili to tím, že víc lidí změní názor na homosexualitu, když dokážou, že gayové a lesby jsou normální lidé, stejní jako heterosexuálové.  Nedlouho poté se v San Franciscu setkalo několik žen ve svých obývacích pokojích a vytvořili Dcery Bilitis (anglicky Daughters of Bilitis, zkratka DOB) pro lesby. Přestože těch osm žen, které vytvořilo DOB se původně setkalo, aby měli bezpečné místo k tanci, jak DOB rostlo, jejich cíle se stávaly podobnými těm, co měl spolek Mattachine, a pobízely své členky, aby se začlenily do celkové společnosti.
Jedna z prvních výzev pro vládní utlačování přišla v roce 1953. Organizace s názvem ONE, Inc. vydala časopis ONE. Poštovní úřad USA odmítl rozeslat srpnové vydání, které se zabývalo homosexuály v heterosexuálních manželstvích s odůvodněním, že jeho obsah byl nemravný i přestože byl časopis zakryt hnědým papírovým obalem. Případ se nakonec dostal až na nejvyšší soud, který v roce 1958 rozhodl, že ONE, Inc. své materiály přes poštovní úřad posílat může.
Počet homofilních organizací — jak byly homosexuální skupiny nazývány—rostl a rozšiřovaly se i na východní pobřeží. Postupně se členové těchto organizací stávaly odvážnějšími. Frank Kameny založil Mattachine Washingtonu, D.C. Kvůli své homosexualitě byl vyhozen z U.S. Army Map Service, a neúspěšně se soudil o vrácení do funkce. Kameny psal, že homosexuálové se od heterosexuálů nijak neliší a často své snahy orientoval směrem k odborníkům na duševní zdraví, z kterých někteří se účastnili schůzek Mattachine a DOB, kde členům tvrdili, že jsou abnormální.  Kameny, inspirován Afroamerickým hnutím za občanská práva zorganizoval protesty proti diskriminaci v zaměstnání před Bílým domem a jinými parlamentními budovami. Tyto protesty mnoho gayů šokovaly a znepokojily část vedení Mattachine a DOB.  V té samé době rostla důležitost, frekvence a kritičnost demonstrací v Afroamerickém hnutí za občanská práva a opozice Vietnamské války za 60. let, stejně jako jejich konfrontace s policií.

### Nepokoje v Compton's Cafeteria
Na okraji několika malých gay komunit byli lidé, kteří byli výzvou pro genderová očekávaní. Byli to zženštilí muži a mužné ženy nebo lidé, kterým byl při narození přiřazen mužský rod, kteří se oblékali a žili jako ženy a lidé, kterým byl při narození přiřazen ženský rod, kteří se oblékali a žili jako muži, buď jen někdy nebo pořád. Soudobá nomenklatura je klasifikovala jako transvestity a právě oni byli nejviditelnějšími reprezentanty sexuálních menšin. Byli v rozporu s pečlivě vytvořeným obrazem, který prezentovali Mattachine a DOB, který tvrdil, že homosexuálové jsou řádní a normální lidé.  Mattachine a DOB považovali strasti zatčení kvůli nošení oblečení opačného rodu za paralelní s potížemi homofilních organizací – podobné, ale jasně oddělené. Gay a transgender lidé zorganizovali v Cooper Donuts cafe v Los Angeles v roce 1959 malý protest jako odpověď na policejní pronásledování. 
Ve větší události v roce 1966 v San Franciscu, drag queens, mužští prostituti a transvestité seděli v Compton’s Cafeteria, když přišla policie zatknout lidi, kterým byl při narození přiřazen mužský rod oblečené jako ženy. Následovaly nepokoje, kde zákazníci bufetu vrhali šálky, talíře a podšálky, rozbili okna restaurace, a vrátili se o několik dní později, když byla okna opravena, aby je rozbili znova.  Profesorka Susan Stryker klasifikovala nepokoje v Comton’s Cafeteria jako „akt proti transgenderové diskriminaci, spíš než akt diskriminace vůči sexuální orientaci“ a připojila povstání k otázkám genderu, rasy a třídy, které byly homofilními organizacemi zlehčované.  Značí to začátek transgenderového aktivismu v San Fransciscu. 

### Greenwich Village

Washington Square Park v Greenwich Village

Manhattanská sousedství Greenwich Village a Harlem byla domovem pro značnou část homosexuální populace po první světové válce, kdy muži a ženy, kteří sloužili ve válce využili příležitost usadit se ve větších městech. Prohibice neúmyslně prospěla gay podnikům, protože po alkoholu byla vysoká poptávka a byl odsunut do ilegality spolu s ostatními činnostmi, které byly považovány za nemorální. New York City zavedlo zákony proti homosexualitě na veřejnosti a v soukromých podnicích, ale protože alkohol byl vysoce žádaný, prodejen lihovin a improvizovaných picích podniků bylo tak mnoho, a byly tak dočasné, že autority nebyly s to je všechny ustřežit.
Začátkem 60. let kampaň na zbavení New York City gay barů byla v plném efektu na příkaz primátora Roberta F. Wagnera Jr. Město odebralo barům licenci na alkohol a policisté v utajení se snažili polapit co nejvíc homosexuálních mužů. To se obvykle dělo tak, že policista, který našel muže v baru nebo parku s ním navázal konverzaci, a když ta směrovala k tomu, že by mohli odejít spolu nebo když policista koupil muži drink, muž byl zatčen za solicitaci.
Spolku Mattachine se podařilo tuto kampaň ukončit. S New York State Liquor Authority (SLA) už tolik štěstí neměli. Neexistovaly sice žádné zákony, které by obsluhování homosexuálů zakazovaly, soudy však povolovaly SLA diskrétnost v schvalování a odebírání licencí na alkohol pro podniky, které by mohly „narušovat veřejný pořádek“.  I přes velký počet gayů a leseb, kteří Greenwich Village nazývali domovem, existovalo kromě barů jen málo míst, kde by se mohli otevřeně shromažďovat bez toho, aby byli obtěžováni nebo zatčeni.
Žádný bar, který gayové a lesby často navštěvovali nebyl vlastněn gay lidmi. Téměř všechny byli vlastněny a kontrolovány organizovaným zločinem, který se zákazníky zacházel chabě, ředil alkohol vodou a ceny stavěl vysoko. Také ale platil policii, aby zabránil častým raziím. 

### Stonewall Inn

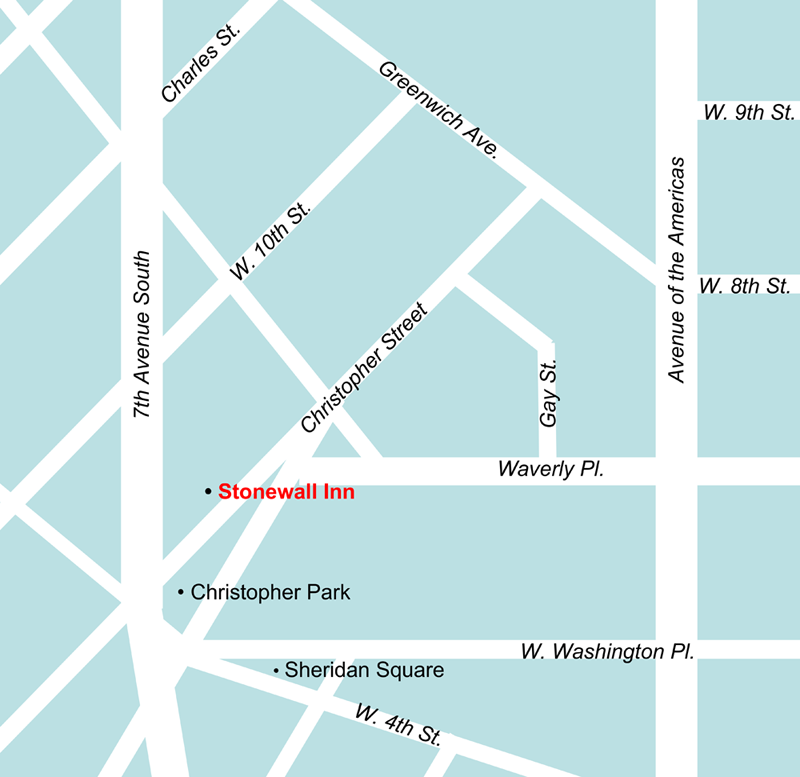
Poloha Stonewall Inn v Greenwich Village

Stonewall Inn patřil zločinecké rodině Genovese.  V roce 1966 tři členové Mafie investovali $3,500, aby změnili Stonewall Inn na gay bar (předtím to byla restaurace a noční klub pro heterosexuály). Jednou týdně si policie vyzvedla obálku s penězi jako úplatek — Stonewall Inn neměl žádnou licenci na alkohol.  Neměl ani tekoucí vodu za barem — použité skleničky byly namočené do kádě s vodou a hned znova použity.  Nebyly tam žádné únikové východy a toalety neustále přetékaly. Přestože bar nebyl využíván k prostituci, probíhal tam prodej drog a jiné „hotovostní transakce“. Byl to jediný bar pro gaye v New Yorku, kde bylo povoleno tancovat a to bylo jeho hlavním lákadlem po jeho znovuotevření jako gay baru. 
Policejní razie gay barů byly časté, průměrně jednou do měsíce v každém baru. Mnoho barů drželo extra alkohol v tajné přihrádce za barem nebo v autě, aby se usnadnilo pokračování co nejrychleji to šlo, v případě, že byl alkohol zabaven.  Management baru obvykle o raziích díky policejním tipům věděl dopředu, a razie probíhaly brzy večer, aby po skončení mohl prodej pokračovat.  Za typické razie se rozsvítila světla, zákazníci byli postaveni do řady a proběhla kontrola občanských průkazů. Ti, kteří je neměli, nebo drag queens, byli zatčeni; ostatní mohli odejít. Někteří muži, i drag queens, využívali k identifikaci průkazy z armády. Ženy musely mít na sobě tři kusy ženského oblečení a když je neměly, byly zatčené. Zaměstnanci a management byl obvykle také zatčen.  Období těsně před 28. červnem 1969 bylo plné razií na místní bary, včetně razie v Stonewall Inn v úterý před povstáním a uzavřením Checkerboard, Tele-Star a dvou jiných barů v Greenwich Village.

## Zásah ve Stonewall Inn

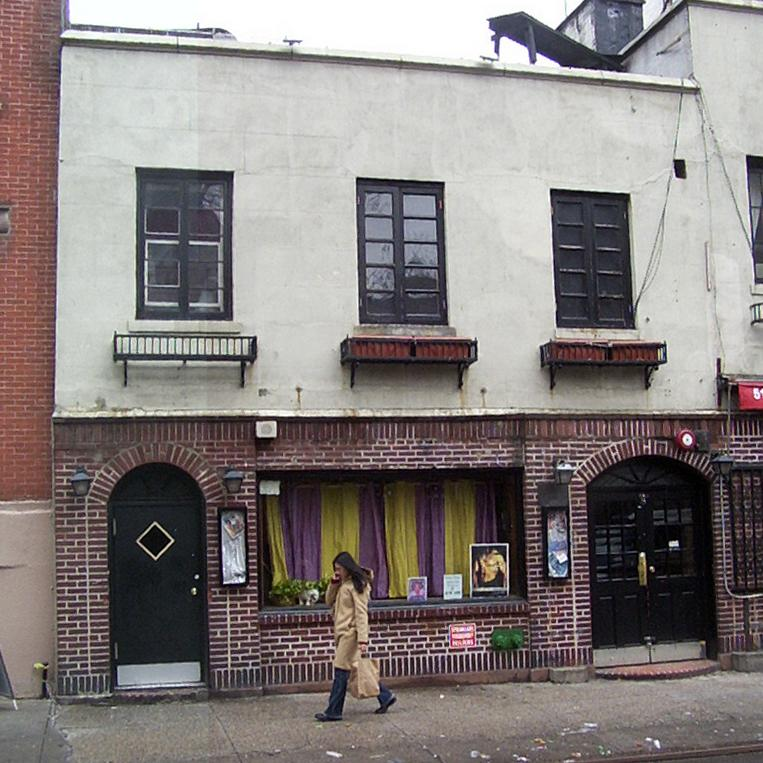
Stonewall Inn v současnosti.

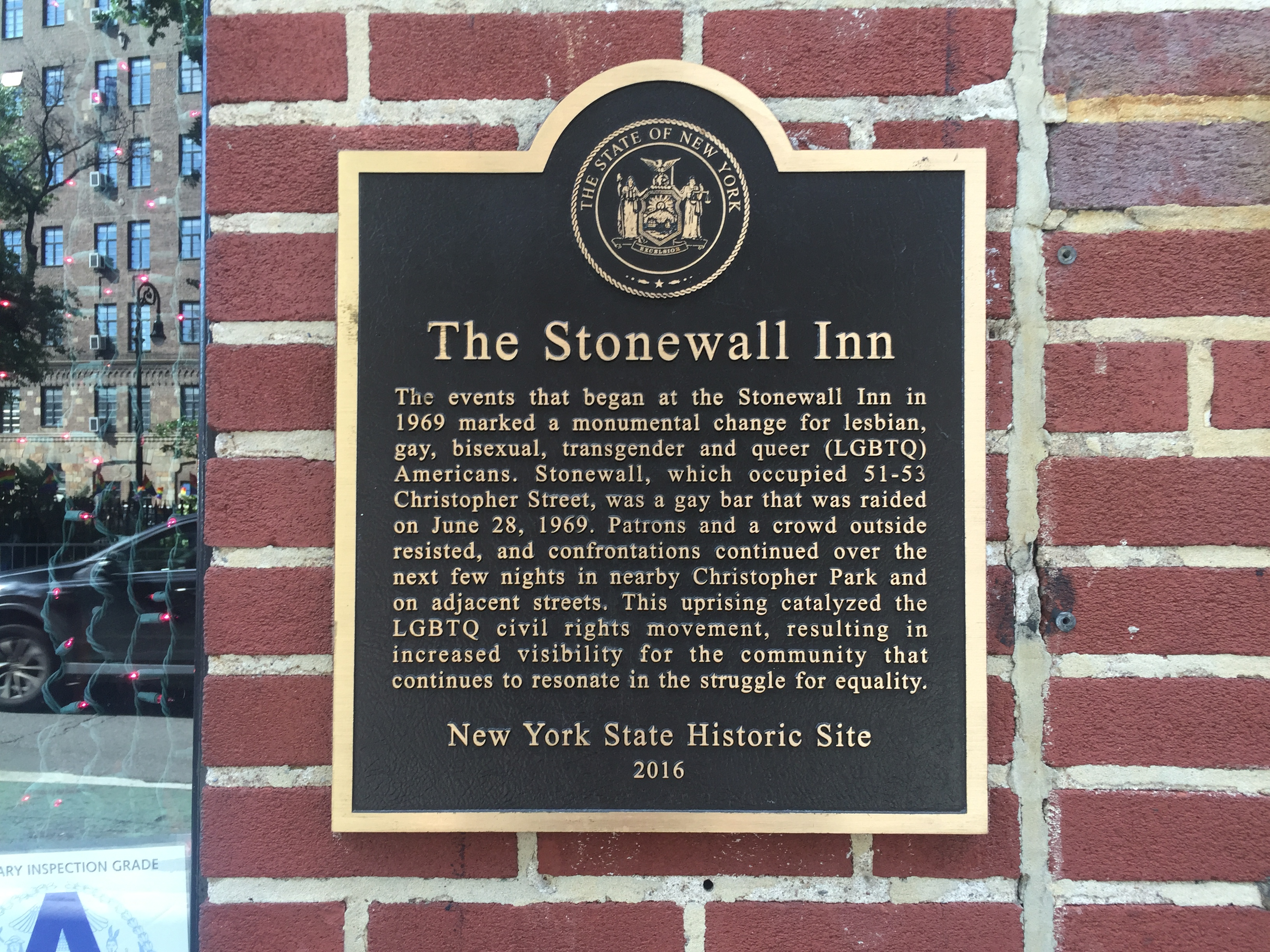
Pamětní deska

V sobotu 28. června 1969 v 1.20 hod. ráno zahájila policie v klubu zásah. Bar neměl mj. povolení k prodeji lihovin a rovněž hygienické podmínky v něm byly diskutabilní.
Policejní zásah, během kterého měli být mj. transvestité rozeznáni od žen a zatčeni, příslušníci mafie eskortováni a všichni přítomní identifikováni, se však vymkl z ruky. Rozvášněný dav, částečně složený z návštěvníků samotného Stonewall Inn a částečně z lidí, kteří se seběhli z okolí, napadl policii a ta mu stěží čelila i přes přivolané posily. Lidé skandovali hesla jako "Gay power!" a házeli po policistech popelnice a jiné předměty. Ve čtyři hodiny ráno se situace zklidnila.[zdroj?]
Pravě v sobotu 28. června 1969 vzdala homosexuální komunita hold své ikoně, zpívající hvězdě hollywoodské „zlaté éry“ Judy Garlandové (Čaroděj ze země Oz – Oscar pro dětské herce) velkou účastí na jejím pohřbu v New Yorku. Z 20 000 přítomných se uvádí kolem 12 000 gayů (podle odhadu New York Times).

## Reakce na vzpouru
V následujících dnech zaplnily Greenwich Village protestní grafitti požadující legalizaci gay barů a rovnost práv. Události ve Stonewall Inn se staly hlavním tématem významných tiskovin už v pondělí; nepokoje formou demonstrací v řádu stovek lidí trvaly do úterý. Přestože nepokoje neschvalovali všichni homosexuálové, události aktivizovaly již existující homosexuální organizace k razantnějšímu postupu v boji proti diskriminaci.
Téma homosexuality od tohoto momentu rezonuje na veřejnosti i v médiích výrazněji. Nepokoje vedly mj. k založení osvobozenecké organizace gayů a leseb Gay Liberation Front (GLF).

## Reprezentace v médiích

### Filmy
- Before Stonewall: The Making of a Gay and Lesbian Community (1984), dokumentární film o desetiletích předcházejících Stonewall
- Stonewall (1995), zbeletrizovaná prezentace událostí předcházejících nepokoje
- After Stonewall (1999), dokumentární film o letech od Stonewallu do konce století
- Stonewall Uprising (2010), dokumentární prezentace využívající archivní nahrávky, fotografie, dokumenty a svědecké výpovědi
- Stonewall (2015), další zbeletrizované drama o dnes před nepokoji
- Happy Birthday, Marsha! (2016), krátký experimentální film o průkopnících transgender práv Marshe P. Johnson a Silvii Rivera, odehrávající se v noc nepokojů